# 月球1B號
月球1B號（Луна-1B）也稱為月球E-1 2號或月球1958 B，是蘇聯的月球探測器，它由東方號運載火箭-L於1958年10月12日發射，飛行104秒後在空中爆炸。